# Душак, Николай Григорьевич
Николай Григорьевич Душак (6 декабря 1907, Рига — 22 ноября 1993, Омск) — советский танковый офицер, участник Великой Отечественной войны, Герой Советского Союза (1945). Генерал-майор танковых войск (1954).

## Молодость
Николай Душак родился 6 декабря 1907 года в Риге. Учился в церковно-приходской школе, в 1921 году окончил школу 1-й ступени в Харькове, в 1924 году — вечернюю профтехшколу в посёлке Чернь Тульской области. Работал на железной дороге учеником слесаря и ремонтным рабочим на станции Чернь, затем – кочегаром и помощником машиниста паровоза на станции Раково Донецкой железной дороги.

## Довоенная служба
В Красную Армию был призван Луганским районным военкоматом в сентябре 1928 года. Был направлен на учёбу в Ленинградскую артиллерийско-техническую школу. Оттуда переведён в Московскую школу танковых техников, которую окончил в 1931 году. Член ВКП(б) с 1931 г.
С октября 1931 года служил танковым техником учебной танковой роты Северо-Кавказского военного округа, с декабря 1931 года адъютант танковой роты. В марте 1932 года переведён в 1-ю кавалерийскую дивизию Забайкальского военного округа и назначен командиром танкового (затем автомобильного) взвода, с марта 1933 года — помощник командира автотракторного эскадрона, затем — начальник технического отделения 3-го кавалерийского полка, с июня 1936 — командира автотракторного эскадрона. С декабря 1937 года — начальник автобронетанковых мастерских 22-й кавалерийской дивизии Забайкальского ВО. С октября 1938 года — инженер по ремонту 11-го отдельного учебного автотранспортного полка (Иркутск). С января 1939 года — начальник гарнизонных автобронетанковых мастерских в Иркутске. С сентября 1939 года - начальник отделения механизированной тяги автобронетанкового управления штаба Забайкальского военного округа.
С 1939 года учился на заочном отделении Военной академии механизации и моторизации РККА имени И. В. Сталина, в апреле 1941 года был отозван в Москву на итоговый сбор и сдачу экзаменов в академии. Там его застало начало войны.

## Великая Отечественная война
Сразу после начала Великой Отечественной войны в числе курсантов старшего курса получил документы о досрочном окончании академии и направлен на фронт. В июле 1941 года назначен старшим помощником начальника оперативного отдела штаба автобронетанковых войск Резервного фронта, участвовал в Смоленском оборонительном сражении. С сентября 1941 года служил в тылу, будучи офицером-распределителем воинских перевозок на железнодорожных станциях Гжатск, Голицыно, Владимир. 
В мае 1942 года переведён в  66-ю танковую бригаду 17-го танкового корпуса, в составе которой прошёл весь дальнейший боевой путь до самой Победы (в марте 1943 года бригада была за героизм личного состава и отличное выполнение заданий командования переименована в 12-ю гвардейскую танковую бригаду). Сначала был назначен заместитель начальника штаба бригады по оперативной работе корпуса, в октябре 1942 года — начальником штаба бригады, в марте 1943 года — командиром 12-й гвардейской танковой бригады 4-го гвардейского танкового корпуса. 
В рядах этой бригады прошёл славный боевой путь. В июне 1942 года бригада прибыла с формирования на Брянский фронт (через месяц передана на Воронежский фронт) и дралась в Воронежско-Ворошиловградской оборонительной операции. С декабря 1942 года бригада в составе корпуса передана Юго-Западному фронту, участвовала в наступательном этапе Сталинградской битвы и в Миллерово-Ворошиловградской наступательной операции. В июне 1943 года бригада вернулась на Воронежский фронт и участвовала в Курской битве: сначала в оборонительной операции, а затем и в Белогородско-Харьковской наступательной операции. После переформирования в тылу, с декабря 1943 года на 1-м Украинском фронте участвовал в Днепровско-Карпатской стратегической наступательной операции (Житомирско-Бердичевская, Ровно-Луцкая, Проскурово-Черновицкая фронтовые операция), в Львовско-Сандомирской, Восточно-Карпатской, Висло-Одерской, Нижне-Силезской, Верхне-Силезской, Берлинской и Пражской наступательных операциях. Три раза был ранен. 
В 1945 году командир 12-й гвардейской танковой бригады 4-го гвардейского танкового корпуса 5-й гвардейской армии 1-го Украинского фронта гвардии полковник Николай Душак во главе бригады неоднократно отличался во время освобождения польских городов Кракова и Катовице, форсировании Одера, Нейсе и Шпрее, штурме Дрездена.
Указом Президиума Верховного Совета СССР от 31 мая 1945 года за «образцовое выполнение боевых заданий командования на фронте борьбы с немецкими захватчиками и проявленные при этом мужество и героизм» гвардии полковник Николай Душак был удостоен высокого звания Героя Советского Союза с вручением ордена Ленина и медали «Золотая Звезда» за номером 8577.

## Послевоенная служба
С июля 1945 года — командир 12-го гвардейского танкового полка (в этот полк была переформирована бригада при начавшемся сокращении армии) 4-й гвардейской танковой дивизии. С августа 1946 года — заместитель командира 11-й гвардейской танковой дивизии 1-й гвардейской механизированной армии Группы советских оккупационных войск в Германии. В 1948 году окончил курсы усовершенствования офицерского состава при Военной академии бронетанковых и механизированных войск имени И. В. Сталина. В мае 1949 года назначен командиром 14-го гвардейского кадрового механизированного полка.
В 1950 году окончил заочный факультет Военной академии имени М. В. Фрунзе. В марте 1950 года назначен командиром 14-й гвардейской механизированной дивизии, в январе 1952 — командиром 4-й гвардейской механизированной дивизии, в июле 1954 года — командиром 14-й гвардейской тяжёлой танковой дивизии. С июня 1955 — командир 67-й механизированной дивизии (в июне 1957 года переформирована в 67-ю мотострелковую дивизию) в Сибирском военном округе (Омск). Генерал-майор танковых войск Н. Г. Душак уволен в запас в марте 1960 года. 
После окончания службы проживал в Омске. Умер 22 ноября 1993 года, похоронен на Старо-Северном кладбище Омска.

## Память
- В Омске установлена мемориальная доска на доме, в котором жил Герой (улица Таубе, дом № 14)[2], открытие состоялось 4 мая 2009 года.

## Воинские звания
- воентехник 1-го ранга (24.01.1936);
- капитан (28.06.1939);
- майор (28.10.1942);
- подполковник (28.12.1942);
- полковник (11.07.1943);
- генерал-майор танковых войск (31.05.1954).

## Награды и звания
- Герой Советского Союза (31.05.1945)
- два ордена Ленина (31.05.1945, 3.11.1953),
- три ордена Красного Знамени (13.03.1943; 23.04.1943; 20.06.1949),
- Орден Богдана Хмельницкого I степени (31 мая 1945),
- Орден Кутузова II степени (25.08.1944),
- Орден Отечественной войны I степени (11.03.1985),
- Орден Красной Звезды (3.11.1944),
- медали СССР, в том числе:
  - Медаль «За оборону Москвы»,
  - Медаль «За оборону Сталинграда»,
  - Медаль «За освобождение Варшавы»,
  - Медаль «За победу над Германией в Великой Отечественной войне 1941—1945 гг.».
- Иностранные  медали.